# Mot Dag
Mot Dag (Verso il Giorno) era il nome sia di un periodico che di un movimento comunista attivo in Norvegia.

## Inizi
Il periodico venne fondato nel 1921 da Erling Falk sulla base di un forum di studenti di ispirazione comunista. Tra gli esponenti di rilievo Viggo Hansteen, Axel Sømme, John Hazeland e Arnold Hazeland. Il primo articolista fu Sigurd Hoel. Il movimento politico, che iniziò poco dopo, iniziò ad infiltrare la Workers National Athletic Federation, fondata nel 1924. 
Ufficialmente Mot Dag si fuse con lo Arbeidernes Partei, il partito dei lavoratori norvegese, nel 1936, ma Falk non si assimilò mai e i nomi dei membri del Mot Dag che raggiunsero posizioni di vertice nella vita pubblica norvegese non vennero di norma associati con l'organizzazione.
L'organizzazione ebbe una reazione molto tiepida dopo che la Germania nazista invase la Norvegia nel 1940, ma iniziò una resistenza attiva contro l'invasore dopo l'attacco tedesco all'Unione Sovietica.
Tra i membri di Mot Dag molti politici norvegesi influenti come i primi ministri Einar Gerhardsen che si dimise nel 1963 per una catastrofe ambientale nelle Svalbard,  Oscar Torp, e John Lyng; anche il padre di Gro Harlem Brundtland e il segretario alla difesa Gudmund Harlem; Haakon Lie, a lungo segretario dello Arbeidernes Partei; il sindaco di Oslo Brynjulf Bulle; il tedesco Willy Brandt, futuro cancelliere cancelliere tra il 1969 e il 1974, erano accreditati come membri del Mot Dag